# برتونيلة يربوعية
برتونيلة يربوعية (الاسم العلمي: Bartonella jaculi) هي نوع من البكتيريا تتبع جنس البرتونيلة من فصيلة البارتونيلات.